# Delta2 Telescopii
Título a ser usado para criar uma ligação interna é Delta2 Telescopii.
Delta2 Telescopii (17 Telescopii) é uma estrela na direção da constelação de Telescopium. Possui uma ascensão reta de 18h 32m 01.94s e uma declinação de −45° 45′ 26.5″. Sua magnitude aparente é igual a 5.07. Considerando sua distância de 1116 anos-luz em relação à Terra, sua magnitude absoluta é igual a −2.60. Pertence à classe espectral B3III.